# Constantine Phipps, I marchese di Normanby
Constantine Phipps, I marchese di Normanby (15 maggio 1797 – Londra, 28 luglio 1863), è stato un politico inglese.

## Biografia
Era il figlio di Henry Phipps, I conte di Mulgrave, e di sua moglie, Martha Sophia, figlia di Christopher Thompson Maling. Il suo bisnonno, William Phipps, aveva sposato Lady Catherine Sedley, che era la figlia ed erede di James Sedley, III conte di Anglesey e di sua moglie Lady Catherine Darnley (una figlia illegittima del re Giacomo II e della sua amante Catherine Sedley, contessa di Dorchester). Studiò a Harrow e al Trinity College di Cambridge.

## Carriera politica
Dopo aver raggiunto la maggiore età, rappresentò la città di Scarborough (1818-1820). Tuttavia dopo aver parlato a favore della emancipazione cattolica, si dimise e visse in Italia per due anni. Al suo ritorno, nel 1822, è stato eletto per Higham Ferrers.
Egli succedette al padre come conte di Mulgrave nel 1831. Fu mandato come governatore della Giamaica ed è stato poi nominato Lord Luogotenente d'Irlanda (1835-1839). Egli è stato creato marchese di Normanby il 25 giugno 1838.
Dal 1846 al 1852 è stato ambasciatore a Parigi, e dal 1854 al 1858 ministro plenipotenziario a Firenze.

## Matrimonio
Sposò, il 12 agosto 1818, Mary Liddell, figlia di Thomas Liddell, I barone Ravensworth, e di sua moglie, Mary Simpson. Ebbero un figlio:
- George Phipps, II marchese di Normanby (23 luglio 1819-3 aprile 1890)

## Morte
Morì il 28 luglio 1863, a Londra. La marchesa di Normanby morì nel mese di ottobre 1882, all'età di 84 anni.

## Ascendenza
|                                            |                |                               | Genitori                              |  |  | Nonni |  |  | Bisnonni       |  |  | Trisnonni          |  |
|                                            |                |                               |                                       |  |  |       |  |  | William Phipps |  |  | Constantine Phipps |  |
|                                            |                |                               |                                       |  |  |       |  |  | William Phipps |  |  | Constantine Phipps |  |
|                                            |                | Catherine Sawyer              |                                       |  |  |       |  |  | William Phipps |  |  |                    |  |
| Constantine Phipps, I barone Mulgrave      |                |                               |                                       |  |  |       |  |  | William Phipps |  |  |                    |  |
|                                            |                | Catherine Annesley            | James Annesley, III conte di Anglesey |  |  |       |  |  |                |  |  |                    |  |
|                                            |                | Catherine Annesley            | James Annesley, III conte di Anglesey |  |  |       |  |  |                |  |  |                    |  |
|                                            |                | Catherine Annesley            | Catherine Darnley                     |  |  |       |  |  |                |  |  |                    |  |
| Henry Phipps, I conte di Mulgrave          |                | Catherine Annesley            |                                       |  |  |       |  |  |                |  |  |                    |  |
|                                            |                | John Hervey, II barone Hervey | John Hervey, I conte di Bristol       |  |  |       |  |  |                |  |  |                    |  |
|                                            |                | John Hervey, II barone Hervey | John Hervey, I conte di Bristol       |  |  |       |  |  |                |  |  |                    |  |
|                                            |                | John Hervey, II barone Hervey | Elizabeth Felton                      |  |  |       |  |  |                |  |  |                    |  |
| Lepell Hervey                              |                | John Hervey, II barone Hervey |                                       |  |  |       |  |  |                |  |  |                    |  |
|                                            |                | Mary Lepell                   | Nicholas Lepell                       |  |  |       |  |  |                |  |  |                    |  |
|                                            |                | Mary Lepell                   | Nicholas Lepell                       |  |  |       |  |  |                |  |  |                    |  |
|                                            |                | Mary Lepell                   | Mary Brooke                           |  |  |       |  |  |                |  |  |                    |  |
| Constantine Phipps, I marchese di Normanby |                | Mary Lepell                   |                                       |  |  |       |  |  |                |  |  |                    |  |
|                                            | William Maling | William Maling                |                                       |  |  |       |  |  |                |  |  |                    |  |
|                                            | William Maling | William Maling                |                                       |  |  |       |  |  |                |  |  |                    |  |
|                                            | William Maling | Elizabeth Church              |                                       |  |  |       |  |  |                |  |  |                    |  |
| Christopher Thompson Maling                | William Maling |                               |                                       |  |  |       |  |  |                |  |  |                    |  |
|                                            |                | Catherine Thompson            | Christopher Thompson                  |  |  |       |  |  |                |  |  |                    |  |
|                                            |                | Catherine Thompson            | Christopher Thompson                  |  |  |       |  |  |                |  |  |                    |  |
|                                            |                | Catherine Thompson            | Sarah Hodgson                         |  |  |       |  |  |                |  |  |                    |  |
| Martha Sophia Maling                       |                | Catherine Thompson            |                                       |  |  |       |  |  |                |  |  |                    |  |
|                                            |                | John Sheels                   | …                                     |  |  |       |  |  |                |  |  |                    |  |
|                                            |                | John Sheels                   | …                                     |  |  |       |  |  |                |  |  |                    |  |
|                                            |                | John Sheels                   | …                                     |  |  |       |  |  |                |  |  |                    |  |
| Martha Sheels                              |                | John Sheels                   |                                       |  |  |       |  |  |                |  |  |                    |  |
|                                            |                | …                             | …                                     |  |  |       |  |  |                |  |  |                    |  |
|                                            |                | …                             | …                                     |  |  |       |  |  |                |  |  |                    |  |
|                                            |                | …                             | …                                     |  |  |       |  |  |                |  |  |                    |  |
|                                            |                | …                             |                                       |  |  |       |  |  |                |  |  |                    |  |